# 拉爾夫·亞伯拉罕

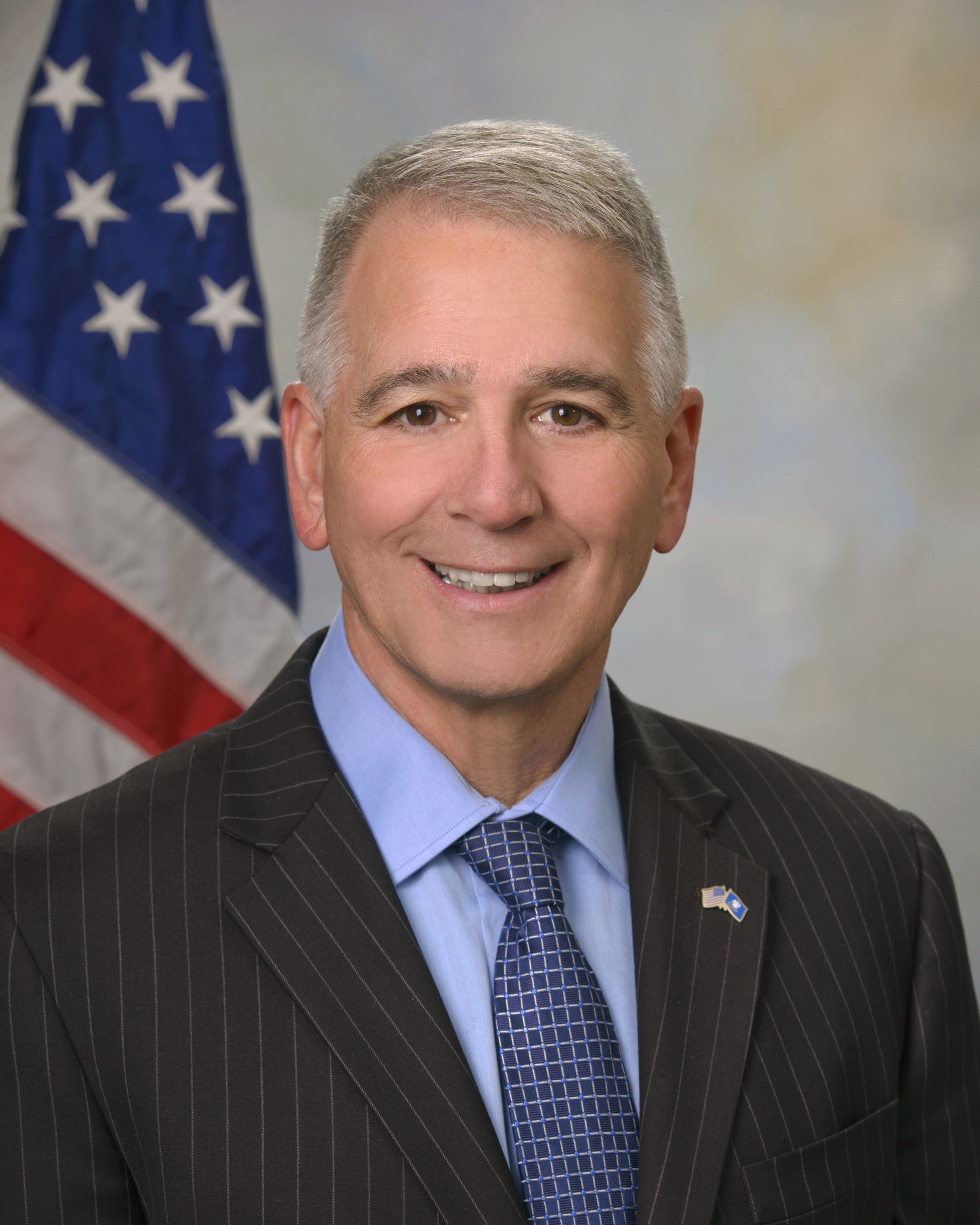

拉爾夫·亞伯拉罕（Ralph Abraham；1954年9月16日—）是美國的一位醫師和政治人物。自2015年開始，他是路易斯安那州第5選舉區選出的美國眾議院議員。他的黨籍是共和黨。亞伯拉罕在2014年的眾議院選舉中當選。